# Nosotrxs somos
Nosotrxs somos es una serie documental española, dirigida por César Vallejo y estrenada en 2018. La serie, de siete capítulos, realiza un recorrido por la historia del activismo LGBT+ de España a través de los relatos y experiencias personajes relevantes.

## Producción
La serie, dirigida por César Vallejo, fue producida por Bárbara Mateos para la plataforma online Playz. El guion es de Paco Tomás y Rafael Lobo, y contó con la asesoría de los historiadores Ramón Martínez y Gracia Trujillo. Además, para el rodaje, colaboraron importantes organizaciones LGBT de España, como Cogam, FELGTB, Casal Lambda y EGHAM.
La serie documental fue estrenada en televisión en junio de 2019 a través del canal público La 2 de RTVE.
La música de la serie fue compuesta por Víctor Algora.

## Capítulos
| N.º | Título                                        | Fecha de lanzamiento original |
| --- | --------------------------------------------- | ----------------------------- |
| 1 | «AMARILLO. Peligrosos y enfermos»             | 4 de julio de 2018            |
| El capítulo trata sobre la persecución de los homosexuales por la Ley de Peligrosidad Social, a través de una conversación entre el youtuber trans Alejandro PE con Antoni Ruiz, preso en 1976 a causa de esta ley. |                                               |                               |
| 2 | «VERDE. El camino a la igualdad»              | 23 de octubre de 2018         |
| El capítulo se centra en la creación de las primeras organizaciones que lucharon por los derechos de las personas LGBT. Sobre este tema el histórico activista Jordi Petit con la artista Jedet.                    |                                               |                               |
| 3 | «ROJO. El revés imprevisto»                   | 29 de noviembre de 2018       |
| El VIH/sida en España es el tema central de este episodio. La doctora Mar Vera conversa con Roy Galán, hijo de dos madres lesbianas, una de ellas conviviente con el virus.                                         |                                               |                               |
| 4 | «AZUL. Un país más decente»                   | 24 de junio de 2019           |
| En este capítulo el expresidente español José Luis Rodríguez Zapatero conversa con los directores Los Javis sobre la aprobación de la Ley 13/2005 que permitió el matrimonio igualitario en España.                 |                                               |                               |
| 5 | «NARANJA. Cuerpos diversos, derechos iguales» | 24 de junio de 2019           |
| La transexualidad en España desde la década de 1970 es el centro de la conversación entre Kim Pérez y Violeta Herrero, madre de una niña trans.                                                                     |                                               |                               |
| 6 | «VIOLETA. La revolución lesbiana»             | 1 de julio de 2019            |
| El capítulo se centra en la historia lésbica española. La conversación reúne a Dolors Majoral con las youtubers Devermut.                                                                                           |                                               |                               |
| 7 | «ARCOIRIS. Los retos del futuro»              | 2 de julio de 2019            |
| El episodio trata de los retos de futuro de la comunidad LGBT+. |                                               |                               |

## Premios y reconocimientos
Nosotrxs somos obtuvo en 2020 el Premio Rey de España de Periodismo en la categoría de Cultural y Desarrollo Social. Ese mismo año, estuvo nominada a los premios GLAAD Media Awards en la categoría de Mejor Segmento de Revista Periodística en Televisión en español.